# Hembiträdet (roman)
Hembiträdet är en svensk roman från 2004, skriven av Marie Hermanson.

## Handling
Yvonne tar anställning som hembiträde hos makarna Ekberg, som bor i ett finare villaområde. Då hon påbörjar arbetet märker hon snart att allt inte står rätt till.  Yvonne kastas alltmer in i familjens liv, vilket också börjar påverka hennes eget.